# Котки в музея
„Котки в музея“ (на руски: Коты Эрмитажа) е руска компютърна анимация от 2023 г. на режисьора Василий Ровенски, който е съсценарист със Елвира Буштец и Фьодор Деревянски, както и копродуцент с Роман Борисевич и Максим Рогалски. Премиерата на филма е на 23 март 2023 г. в Русия.

## В България
В България излиза по кината на 10 ноември 2023 г. от bTV Studios.